# PRQ
PRQ, eller PeRiQuito AB, är ett svenskt företag i Stockholm som tillhandahåller webbhotelltjänster. PRQ drevs som ett aktiebolag och ägdes tidigare av juristen Mikael Viborg som 2008 tog över företaget 2008 från Gottfrid Svartholm och Fredrik Neij ("TiAMO").
PRQ blev uppmärksammat i samband med en polisrazzia den 31 maj 2006 mot bland annat PRQ och Rix Port80, där PRQ hyrde utrymme för bland annat The Pirate Bay. Målet för razzian var just The Pirate Bay. Rättegången inleddes den 17 februari 2009.
I juni 2007 uppmärksammades åter företaget eftersom man tillhandahöll webbutrymme för en sida om pedofili. Svartholm och PRQ tog avstånd från innehållet, men menade att sidan följde svensk lag och att de såg upplåtelsen som ett stöd för yttrandefriheten.